# 八犬伝 (山田風太郎)
『八犬傳（はっけんでん）』は、1982年に山田風太郎が発表した小説。
江戸時代後期、『南総里見八犬伝』の執筆を中心に滝沢馬琴と葛飾北斎との”実の世界”での交流と八犬伝作中における”虚の世界”を交錯させながら描く。

## 概要
1982年8月30日から朝日新聞夕刊に全359回に亘って連載された後、1983年に書籍化。
2024年10月、木下グループ制作の下、曽利文彦が監督・脚本を手掛けた映画が公開された。

## 登場人物
以下、人物に演者の記載がある場合は、後述の映画「八犬伝 (2024)」のキャストとする。

### 実の世界

#### 主要人物
滝沢馬琴
演 - 役所広司
本作の主人公。『南総里見八犬伝』を著した実在の人物。現地視察等は行わず、書物に囲まれた部屋の中で執筆作業を続ける。
葛飾北斎
演 - 内野聖陽
馬琴の友人であり、実在した浮世絵師。八犬伝の初期の構想時にはその内容を絶賛し、以降も度々、馬琴の元を訪れてはこの先の構想を聞き、その内容に感嘆してその場で絵を描くが、仕上がった絵は馬琴の嘆願も虚しく処分して立ち去っていく。

#### 滝沢家
お百
演 - 寺島しのぶ
馬琴の妻。なかなか金にならない馬琴の執筆姿勢や、北斎との交友になにかと文句をつける。
鎮五郎（しずごろう） / 宗伯（そうはく）
演 - 磯村勇斗
馬琴の長男。滝沢家を再び士分に戻したいという馬琴の思惑から医師を目指す。八犬伝の校閲も行っているが、完結を前に妻子を残して病死。
お路（おみち）
演 - 黒木華
馬琴の息子・宗伯の妻。馬琴が八犬伝執筆中に眼病を患い、断筆を考えていた折、漢字は書けなくとも自ら代筆を申し出たことで、八犬伝完結へと導いた。

#### その他
鶴屋南北
演 - 立川談春
歌舞伎『東海道四谷怪談』の作者。馬琴と北斎が観劇した際に奈落（舞台下）で遭遇する。
七代目市川團十郎（民谷伊右衛門）
演 - 中村獅童
馬琴と北斎が観劇した際の舞台に登場。
三代目尾上菊五郎（お岩）
演 - 尾上右近
馬琴と北斎が観劇した際の舞台に登場。
渡辺崋山
演 - 大貫勇輔
宗伯の友人であり、八犬伝の愛読者でもある。友人を見舞いがてら晩年の馬琴の元を訪れ、宗伯の死後はその肖像画を馬琴に送った。

### 虚の世界
里見義実
演 - 小木茂光
安房里見家初代当主であり、実在の人物をモデルとする。籠城中、飼い犬・八房に敵将の首を取ったならば娘・伏姫を降嫁させると発言。八房がこの言葉通りに実行したことで、籠城による困窮は解消されるが、伏姫を連れ去られてしまう。
伏姫
演 - 土屋太鳳
義実の娘。父・義実の発言のために、結婚と称して飼い犬・八房に山奥へと連れ去られたのち、巣穴の中で、父が受けた玉梓の呪いを鎮める儀式を執り行う。巣穴を護る八房に向けて義実が鉄砲を撃たせると、八房と共に射殺されてしまう。絶命の前に、胸元に掛けている八つの珠が光り輝き、上空へ浮遊していったのを見届けた。
犬塚信乃
演 - 渡邊圭祐
生まれながらに珠を手に握り、痣を持つ青年。
犬川壮助
演 - 鈴木仁

犬坂毛野
演 - 板垣李光人

犬飼現八
演 - 水上恒司

犬村大角
演 - 松岡広大

犬田小文吾
演 - 佳久創

犬衛親兵衛
演 - 藤岡真威人

犬山道節
演 - 上杉柊平

浜路
演 - 河合優実
信乃の従妹。拾われた子。
玉梓
演 - 栗山千明
義実の手で刑死。首を切り落とされた十数年後、浜路の養父の後妻として現れる。
金椀八郎
演 - 大河内浩

金碗大輔 / 丶大法師
演 - 丸山智己

船虫
演 - 真飛聖

網乾左母二郎
演 - 忍成修吾

扇谷定正
演 - 塩野瑛久

赤岩一角
演 - 神尾佑

## 小説

### 書誌情報
以下、いずれも著者は山田風太郎。
- 『八犬伝 上』（朝日新聞社、1983年10月1日発売、ISBN 978-4-0225-5150-4）
- 『八犬伝 下』（朝日新聞社、1983年11月1日発売）
- 『八犬伝 上 山田風太郎傑作選 江戸篇』（河出文庫、2021年2月8日発売、ISBN 978-4-3094-1794-3）
- 『八犬伝 下 山田風太郎傑作選 江戸篇』（河出文庫、2021年2月8日発売、ISBN 978-4-3094-1795-0）
- 『八犬伝 上』（角川文庫、2022年11月22日発売、書影：せがわまさき、ISBN 978-4-0411-2343-0）
- 『八犬伝 下』（角川文庫、2022年11月22日発売、書影：せがわまさき、ISBN 978-4-0411-2344-7）

## 映画
2024年10月25日に公開された。監督・脚本は曽利文彦。撮影は香川県琴平町（旧金毘羅大芝居)、兵庫県姫路市（姫路城・亀山本徳寺・圓教寺)、滋賀県長浜市（真宗大谷派長浜別院大通寺)、山梨県鳴沢村などで行われた。

### スタッフ
- 原作：山田風太郎『八犬伝 上・下』（角川文庫刊）[10]
- 監督・脚本：曽利文彦[10]
- 製作総指揮：木下直哉[11]
- エグゼクティブプロデューサー：武部由実子[11]
- プロデューサー：葭原弓子、谷川由希子[11]
- ラインプロデューサー / 制作担当：坪内一[11]
- 撮影：佐光朗（J.S.C.）[11]
- 照明：加瀬弘行[11]
- 美術：佐々木尚[11]
- 装飾：佐藤孝之[11]
- 録音：田中博信[11]
- 衣装デザイン：西原梨恵[11]
- アクション監督：出口正義[11]
- 音楽：北里玲二[11]
- ヘアメイクディレクター：酒井啓介[11]
- 技髪：荒井孝治[11]
- 記録：山本明美[11]
- 助監督：副島宏司、松下洋平[11]
- 編集：洲﨑千恵子[11]
- カラーグレーディング：星子駿光[11]
- VFX：白倉慶二[11]
- 制作：unfilm[10]
- 配給：キノフィルムズ[10]
- 製作：『八犬伝』FILM PARTNERS.（木下グループ）[10]

### キャスト
主なキャストは「登場人物」を参照とする。